# 驚魂記
（新加坡公映時譯《逆旅驚魂》）是一部1960年的美国驚悚恐怖電影，由亞弗列德·希區考克执导，安東尼·柏金斯、珍妮·李、薇拉·迈尔斯和約翰·加文主演。約瑟夫·史蒂法諾担任编剧，改编了羅伯特·布洛克的同名小说，小说的灵感来源于美國威斯康辛州殺手兼盗墓者艾德·蓋恩的罪行。
影片讲述了一位贪污了老板的巨款后逃跑至一家偏僻汽車旅館的秘書瑪莉安·克萊恩，和患心理疾病的旅馆主人諾曼·貝茲相遇后发生的一系列事件。该片的拍摄在当时被认为背离了希区柯克的前作《西北偏北》，因为它是黑白片，而且预算很低，只用了电视剧的工作人员。《惊魂记》一开始收到的评价褒贬不一，但出色的票房表现促使影评人重新看待它，最终收获了压倒性的好评和4项奥斯卡奖提名，包括珍妮·李的最佳女配角奖和希区柯克的最佳导演奖。
本片现在被視為希區考克的最佳作品之一，並且被全球影评人和学者赞誉为体现电影艺术的杰作。它被视为影史最佳电影之一，在美国提高了公众对电影中的暴力、性和异常行为的接受度 並且被廣泛認為是砍殺電影類型的最早例子。希区柯克于1980年去世后，环球影业开始制作相关作品：三部续集片、一部重拍片、一部电视电影和一部电视剧。1992年，本片因其在“文化、历史和审美方面的显著成就”，被美国国会图书馆列入国家电影登记部下属的国家电影保存委员会保护电影名单。

## 劇情
星期五下午，在鳳凰城的一家飯店幽會期間，房地產秘書瑪麗安·克萊恩和她的男友山姆·魯米斯討論了由於山姆的債務而無法結婚。瑪麗安重返工作崗位，偷走了託付給她的四萬美元現金作為押金，然後開車前往山姆在加州費爾維爾（Fairville）的家。在途中，瑪麗安匆忙換掉了她的車，引起了汽車經銷商和加州公路巡警的懷疑。
瑪麗安在位於主要高速公路旁的貝茲汽車旅館過夜，並將偷來的錢藏在報紙裡。老闆諾曼·貝茲從一棟俯瞰汽車旅館的大房子裡下來，用化名註冊了瑪麗安，並邀請她和他一起吃飯。諾曼回到他家後，瑪麗安無意中聽到諾曼和他的母親為瑪麗安起爭端。諾曼帶著便餐回來，並為他母親的爆脾氣道歉。諾曼討論了他作為動物標本剝製師的愛好、他母親的“精神病”以及人們如何擁有一個想要逃離的“隱私陷阱”。瑪麗安決定早上開車回鳳凰城並歸還偷來的錢。當瑪麗安淋浴時，一個女性的身影由其背後出現出現並刺死了她。不久之後，屋子里傳來諾曼痛苦的聲音喊道：“母親！天啊，母親！血！都是血！”諾曼清理了謀殺現場，把瑪麗安的屍體、財物和隱密的現金放在她的車裡，然後把車推入沼澤中。
瑪麗安的妹妹萊拉一週後抵達費爾維爾，告訴山姆盜竊的事，並要求知道瑪麗安的下落，山姆表示對她的失踪一無所知。一位名叫亞伯蓋茲的私家偵探接近他們，說他被雇來取回這筆錢。亞伯蓋茲在貝茲汽車旅館停了下來，詢問諾曼，諾曼的緊張行為和前後矛盾的回答引起了他的懷疑。他檢查了房客登記簿，從中發現瑪麗安的筆跡，知道她在汽車旅館住了一晚。當亞伯蓋茲得知瑪麗安和諾曼的母親說过話時，亞伯蓋茲要求和她說話，但諾曼拒絕了。亞伯蓋茲向山姆和萊拉通報了他的蒐索情况，並承諾一小時後再打來電話。在他進入貝茲家尋找諾曼的母親後，女性的身影從臥室裏出現，將他刺死。
當萊拉和山姆沒有收到亞伯蓋茲的來電時，山姆就去了汽車旅館。 他在房子裡看到一個人影，以為就是諾曼的母親。萊拉和山姆通知了當地警長，警長告訴他們諾曼的母親與與其友人在十年前分別死於謀殺和自殺。警長暗示亞伯蓋茲對山姆和莉拉撒謊，以便自行追查瑪麗安和其不義之財並伺機私吞。萊拉和山姆則確信亞伯蓋茲出事了，於是開車去了汽車旅館。山姆在旅館辦公室分散諾曼的注意力，萊拉趁機溜進房子。疑神疑鬼的諾曼在焦躁不安下打暈山姆並回屋。屋中的萊拉只好躲進地窖，她在那裡發現了母親的木乃伊乾屍而放聲尖叫。一個老女人走進地窖，試圖刺殺萊拉。山姆出現並制服他之後，才發現是一身母親裝束的諾曼。
在警局中，一位精神科醫生解釋說，嫉妒的諾曼在十年前謀殺了他的母親和她的情人。其後將其母屍體製成木乃伊，並開始將其視為活人。他在腦海中分裂出屬於「母親」的另一重人格，對諾曼的嫉妒和佔有欲同於他對母親的嫉妒和佔有欲。當諾曼受女人吸引時，「母親」人格便暫時接管：他在瑪麗安之前謀殺了另外兩名年輕女子，亞伯蓋茲被殺也是為了掩蓋「母親」的罪行。精神科醫生的結論是，「母親」現在已經完全接管了諾曼的人格。諾曼坐在牢房裡，聽到「母親」人格訴說「自己」與謀殺無關。最終，瑪莉安的車從沼澤中被拖出。

## 演員

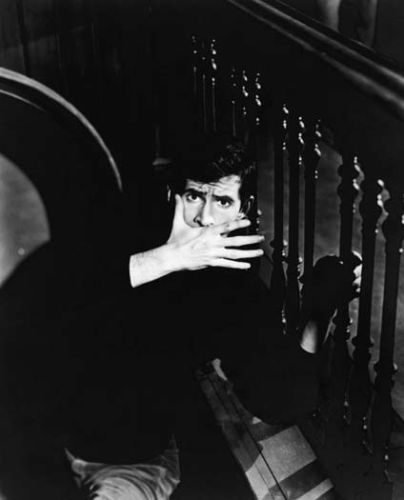
安東尼·柏金斯飾演諾曼·貝茲的角色為他贏得了相當多的好評。

- 安東尼·柏金斯…… 飾 諾曼·貝茲（Norman Bates）
- 薇拉·麥爾斯（英语：Vera Miles）…… 飾 萊拉·克萊恩（Lila Crane）
- 珍妮·李…… 飾 瑪麗安·克萊恩（Marion Crane）
- 約翰·嘉文（英语：John Gavin）…… 飾 山姆·魯米斯（Sam Loomis）
- 馬丁·巴山姆…… 飾 米爾頓·亞伯蓋茲偵探（Detective Milton Arbogast）
- 約翰·麥金太爾（英语：John McIntire）…… 飾 艾爾·錢伯斯警長（Sheriff Al Chambers）
- 西蒙·奧克蘭（英语：Simon Oakland）…… 飾 佛瑞德·里奇蒙醫生（Dr. Fred Richmond）
- 法蘭克·亞伯森（英语：Frank Albertson）…… 飾 湯姆·卡西迪（Tom Cassidy）
- 派翠西亞·希區考克（英语：Pat Hitchcock）…… 飾 卡洛琳（Caroline）
- 沃恩·泰勒（英语：Vaughn Taylor）…… 飾 喬治·洛理（George Lowery）
- 盧倫·塔特爾（英语：Lurene Tuttle）…… 飾 錢伯斯夫人（Mrs. Chambers）
- 約翰·安德森（英语：John Anderson (actor)）…… 飾 車行老闆
- 莫特·米爾斯（英语：Mort Mills）…… 飾 公路巡警
- 維吉尼亞·格雷格（英语：Virginia Gregg）、保羅·茉莉（英语：Paul Jasmin）和珍妮特·諾蘭（英语：Jeanette Nolan）…… 飾 配音母親諾瑪·貝茲（英语：Norma "Mother" Bates）（Norma Bates，未掛名）。這三個聲音可以互換使用，除了最後一個台詞是由格雷格配音。[14]

## 製作

### 發展
《驚魂記》改編自羅伯特·布洛克1959年的同名小說，其靈感來自威斯康星州兇手和盜墓者艾德·蓋恩被定罪的案件。 居住在距離布洛克僅40英里（64公里）的蓋恩和故事的主角諾曼·貝茲都是偏遠農村地區的孤獨殺人犯。每個人都有過世的霸道母親，都在家裡封鎖了一個房間作為他們的神龕，並穿著女性的衣服。然而，蓋恩只殺了兩次就被逮捕了。

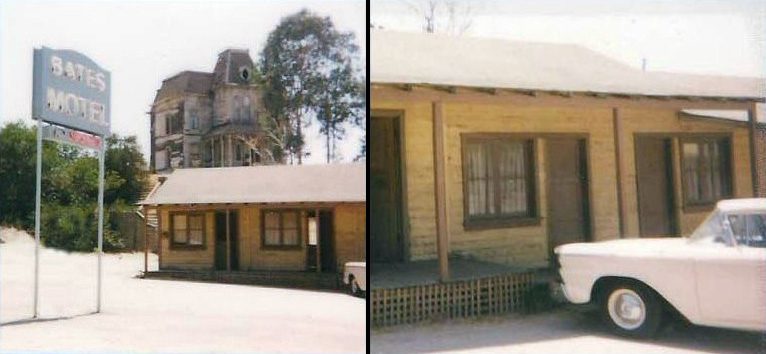
位於環球影城地段的《驚魂記》場景配備了與電影中珍妮·李駕駛的福特Ford Custom相似的福特Custom 300，現在是好萊塢環球影城主題樂園工作室之旅的一部分。

希區考克的長期助手佩吉·羅伯遜在《紐約時報》的“逍遙法外”專欄中閱讀了安東尼·鮑徹對這部小說的正面評價，並決定將這本書展示給她的雇主；然而，派拉蒙影業的製片廠讀者已經拒絕了它的電影前提。 希區考克以9,500美元 獲得了該小說的版權，並據報導命令羅伯遜購買所有副本以保留小說的驚喜。 希區考克遇到了流派競爭對手，他們的作品被批判地與他自己的作品相提並論，他正在尋找新的材料來從派拉蒙影業的兩個流產項目中恢復過來：《Flamingo Feather》和《No Bail for the Judge》。他不喜歡明星的薪水要求，只相信少數人選擇有前途的材料，包括羅伯遜。
派拉蒙高管對希區考克的提議猶豫不決，拒絕提供他通常的預算。作為回應，希區考克提議使用他的《亞佛烈德·希區考克劇場》電視連續劇工作人員快速、廉價地以黑白方式拍攝《驚魂記》。派拉蒙高管拒絕了這種注重成本的方法，聲稱他們的攝影棚已被預訂，但該行業正處於低迷狀態。希區考克反駁說，如果派拉蒙公司發行，他將親自資助該項目並使用他的沙姆利製片公司（Shamley Productions）工作人員在環球影業拍攝。代替他通常的25萬美元導演費，他提議持有該片負片60%的股份。儘管製片人赫伯特·科爾曼（Herbert Coleman）和沙姆利製片公司的執行長瓊·哈里森反對，希區考克還是接受了這一合併提議。

### 劇本
《亞佛烈德·希區考克劇場》的作家詹姆斯·P·卡瓦納撰寫了劇本的初稿。 希區考克覺得劇本被拖著讀起來就像一個電視短篇恐怖故事， 助理分享的評估。 儘管約瑟夫·史蒂法諾之前只拍過一部電影，但希區考克還是同意與他見面。儘管史蒂法諾缺乏經驗，但會議進展順利，他被聘用了。
劇本相對忠實於小說，希區考克和史蒂法諾做了一些重大改動。史蒂法諾發現諾曼·貝茲這個角色沒有同情心——在小說中，他是中年人，過胖，而且更明顯不穩定——但當希區柯克建議扮演安東尼·柏金斯時，他變得更加感興趣。 史蒂法諾消除了貝茲酗酒的表現， 這顯然需要消除貝茲在醉酒昏迷時“成為”母親的個性。貝茲對招魂術、神秘學和色情的興趣也消失了。 希區柯克和史蒂法諾選擇以瑪麗安生活中的場景開場，直到電影開始20分鐘才介紹貝茲，而不是像布洛克那樣讓貝茲閱讀歷史書。 作家約瑟夫·W·史密斯（Joseph W. Smith）觀察到“ 她的故事只佔小說17章中的兩章。希區考克和史蒂法諾將這一點擴大到幾乎一半的敘述”。 他還提到小說中瑪麗安和山姆之間沒有酒店幽會。對於史蒂法諾來說，瑪麗安和諾曼在旅店會客室的對話中她展示了一個對他的母性同情使觀眾有可能在瑪麗安被謀殺後將他們的同情轉向諾曼·貝茲。 當萊拉·克萊恩在電影中瀏覽諾曼的房間時，她打開了一本封面空白的書，其中的內容是看不見的；在小說中，這些是“病態色情”插圖。史蒂法諾想給觀眾“暗示有些事情是完全錯誤的，但不能說清楚或過度。” 法蘭索瓦·杜魯福在與希區考克的對話書中說，這本小說“欺騙”了諾曼和“母親”之間的對話，並陳述了母親在不同的特定時刻“在做什麼”。
女主角的名字從瑪麗改為瑪麗安，因為鳳凰城有一隻真正的瑪麗鶴（Mary Crane）。 小說中山姆和萊拉之間萌芽的戀情也發生了變化。希區考克更願意將觀眾的注意力集中在謎團的解決方案上， 史蒂法諾認為這樣的關係會讓山姆·魯米斯看起來很廉價。 這部電影沒有讓山姆向萊拉解釋諾曼的病狀，而是使用了一名精神病醫生。（史蒂法諾在寫劇本時正在接受治療，處理他與自己母親的關係。）小說比電影更暴力：瑪麗安在淋浴時被斬首，而不是被刺死。 細微的變化包括將瑪麗安死後發現的標誌性耳環換成一張沒能衝進馬桶的紙片。這提供了一些震撼效果，因為在1960年代的美國電影中幾乎從未見過廁所鏡頭。 亞伯蓋茲的死亡地點從門廳搬到了樓梯間。史蒂法諾認為這樣可以更容易地隱藏關於“母親”的真相，而不會暗示某些東西被隱藏了。 正如珍妮·李所說，這為希區考克的攝影機提供了更多選擇。

### 前期製作
派拉蒙的合同保證了希區考克的另一部電影，他不希望希區柯克製作《驚魂記》。派拉蒙期待奧黛麗·赫本主演的《No Bail for the Judge》，後者懷孕了，不得不退出，導致希區考克放棄了這部作品。他們的官方立場是，這本書"太令人反感"和"不可能成為電影"，除了他的另一部星光閃閃的懸疑驚悚片之外，什麼都不夠。 他們不喜歡「任何事情」，並拒絕了他通常的預算。 作為回應，希區考克通過自己的沙姆利製片公司資助了電影的創作，在Revue TV的環球影城拍攝。 原來的貝茲汽車旅館和貝茲宅邸的佈景建築與朗·錢尼的《歌劇魅影》在同一舞台上建造，現在仍然矗立在好萊塢附近的環球市環球影城外景地，是工作室巡迴演出的常客。 作為成本削減的進一步結果，希區考克選擇拍攝黑白電影《驚魂記》，將預算保持在100萬美元以下。 用黑白拍攝的其他原因是他希望防止淋浴場景過於血腥。
為了降低成本，並且因為他在他們身邊最自在，希區考克從他的電視連續劇《亞佛烈德·希區考克劇場》中挑選了大部分工作人員，包括電影攝影師、佈景設計師、劇本主管和第一助理導演。 他聘請了經常合作的伯纳德·赫尔曼作為音樂作曲家，喬治·托馬西尼作為剪輯，索爾·巴斯負責淋浴場景的標題設計和腳本。他的夥伴總共花費了62,000美元。
憑藉自己的聲譽，希區考克只花了利慣常費用的四分之一就讓她出演，只花了25,000美元（在1967年出版的《希區柯克/特魯福》（Hitchcock/Truffaut）一書中，希區考克說，珍妮·李欠派拉蒙一部她於1953年簽署的七年契约的最後一部電影）。 他的第一選擇是，在讀了這本小說，沒有詢問她的薪水後，珍妮·李同意了。 她的搭檔安東尼·柏金斯同意支付4萬美元。 這兩位藝員都有著豐富的票房經驗。
派拉蒙發行了這部電影，但四年後，希區考克將他在沙姆利的股票賣給了環球影業的母公司（MCA），他剩下的六部電影由環球影業製作和發行。 又過了四年，派拉蒙將所有版權賣給了環球影業。

### 拍攝
這部電影由希區考克獨立製作和資助，在他的電視節目所在的“Revue Studios”拍攝。 從1959年11月11日開始，到1960年2月1日結束， 《驚魂記》的拍攝預算為80.7萬美元。 拍攝從早上開始，到星期四下午6點或更早結束（希區考克和他的妻子會在查森餐廳用餐）。 幾乎整部電影都是用35毫米相機上的50毫米鏡頭拍攝的。這提供了一個類似於人類視覺的視角，有助於進一步吸引觀眾。
在11月拍攝開始之前，希區考克派助理導演希爾頓·A·葛林到鳳凰城偵察地點並拍攝首場。這張照片本應是鳳凰城的空中拍攝，慢慢地放大到充滿激情的瑪莉安和山姆的飯店視窗。最終，直升機的鏡頭證明太不穩定，必須與工作室的鏡頭拼接。 另一個工作人員在加州戈爾曼和佛雷斯諾之間的99號公路上拍攝了白天和晚上的影片，供瑪麗安從鳳凰城開車時放映。 她開車去貝克斯菲爾德換車的畫面也在放映中。他們還提供了她被公路巡警發現睡在車裡的場景的位置照片。 在鳳凰都市中心拍攝的一個街景中，人們發現可以看到聖誕裝飾品；希區考克沒有重新拍攝這些片段，而是選擇在開幕式場景中添加一個圖形，將日期標記為“12月11日，星期五”。
葛林還拍攝了140個地點的照片，供日後在工作室重建。其中包括許多房地產辦公室和住宅，比如瑪麗安和她妹妹的房子。  他還找到了一個長得像他想像中的瑪麗安的女孩，並為她的整個衣櫃拍照，這將使希區考克能夠要求衣櫃主管海倫·科爾維格（Helen Colvig）提供逼真的外觀。 貝茲宅邸的外觀仿照了愛德華·霍普的畫作《鐵路旁的房子》（The house by The Railway）， 這是第二帝國藝術維多利亞時期住宅的一幅奇幻畫作，位於紐約州哈佛斯特勞的康格大道（Conger Avenue）18號。
主演安東尼·柏金斯和珍妮·李被賦予了解釋角色和即興表演的自由，只要不涉及移動攝影機。 安東尼·柏金斯即興創作的一個例子是諾曼吃玉米糖的習慣。 在整個拍攝過程中，希區考克創作並將各種版本的“母親屍體”道具藏在了利的更衣室衣櫥裡。李很好地理解了這個笑話，她想知道這樣做是為了讓她保持懸念，還是為了判斷哪具屍體對觀眾來說更可怕。
希區考克被迫一反常態地重拍一些場景。淋浴場景的最後一個鏡頭，從瑪麗安眼睛的特寫鏡頭開始，然後放大和縮小，對李來說很困難，因為她眼睛裡濺起的水花讓她想眨眼，而攝影師也遇到了麻煩，因為他必須在移動攝影機時手動對焦。 開場需要重拍，因為希區考克覺得珍妮·李和加文不夠熱情。 對於房地產辦公室場景，珍妮·李很難說“不過分”，需要額外重拍。 最後，發現“母親”的場景需要椅子轉身、薇拉·麥爾斯（飾演萊拉·克萊爾）撞到燈泡和鏡頭眩光的複雜協調，這被證明是困難的。
根據希區考克的說法，在他被刺傷之前，亞伯蓋茲在貝茲家中上樓的一系列鏡頭是由助理導演希爾頓 A. 葛林完成的，只有在希區考克因普通感冒而喪失能力時，他才與腳本藝術家索爾·巴斯合作。然而，在觀看了試片這些鏡頭後，希區考克被迫放棄了該片。他聲稱他們“不好”，因為他們沒有描繪“一個無辜的人，而是一個正在上樓梯的險惡人”。希區考克後來重新拍攝了這個場景，儘管有一些剪輯片段加入了本片。拍攝亞伯蓋茲的謀殺案被證明是有問題的，因為要隱藏電影的轉折需要高架攝像機角度。 
亞佛烈德·希區考克的客串是他大部分電影中的標誌性事件。在《驚魂記》中，可以透過窗戶看到他——戴著史丹森帽——站在瑪麗安·克萊恩的辦公室外。 衣櫥女主管麗塔·里格斯曾表示，希區考克之所以選擇這個場景來客串，是因為他可以和扮演瑪麗安的一位同事的女兒一起出現在一個場景中。其他人建議他選擇這個早期出現在電影中以避免分散觀眾的注意力。

### 淋浴場景
在淋浴中謀殺珍妮·李的角色是這部電影的關鍵場景，也是所有電影中最著名的場景之一。 因此，它產生了許多神話和傳說。拍攝於1959年12月17日至23日，在珍妮·李兩次推遲拍攝之後，先是因為感冒，然後是因為她的例假。 完成的場景運行了大約三分鐘，其一連串的動作和編輯產生了相互矛盾的嘗試來計算它的部分。希區考克本人對這種模式做出了貢獻，他告訴杜魯福“有70台攝影機設置了45秒的鏡頭”， 並向其他採訪者堅稱有“78部電影”。 2017年紀錄片《78/52：希區考克的淋浴場景》（78/52: Hitchcock's Shower Scene），導演亞歷山大·O·菲利普，為製作的標語鎖定了最後一個數字，“78個鏡頭和52個剪輯永遠改變了電影”。 但在他對淋浴場景的仔細描述中，電影學者菲利浦·J·史凱利（Philip J. Skerry）只計算了60個單獨的鏡頭，一張桌子按類型、相機位置、角度、運動、焦點、POV和主題細分了中間的34個鏡頭。 理查德·希克爾（Richard Schickel）和法蘭克·卡普拉（Frank Capra）在2001年出版的《電影制作人》（The Men Who Maker The Movies）一書中得出結論，最合理的計算是60個鏡頭。很多都是特寫鏡頭，包括極端特寫鏡頭，除了謀殺案發生前和發生後的淋浴中的中景鏡頭。 與單獨或以更大的角度呈現影像相比，近距離鏡頭與短時間鏡頭的組合使序列更具主觀性，希區考克將這一科技的一個例子描述為“將威脅從荧幕轉移到觀眾的頭腦中”。
為了捕捉淋浴噴頭的直拍，攝影機必須配備一個長鏡頭。花灑頭上的內孔被堵住了，攝影機放置了足夠的距離，這樣水雖然看起來直接對準了鏡頭，但實際上繞過了鏡頭。
原聲帶刺耳的小提琴、中提琴和大提琴的配樂是作曲家伯納德·赫爾曼的原創全弦樂作品，名為《謀殺》（The Murder）。 希區考克原本打算不為這一系列（以及所有汽車旅館場景）配樂， 但赫爾曼堅持要他試試自己的作品。 後來，希區考克同意了這一點，這大大加强了場面，幾乎使伯納德·赫爾曼的薪水翻了一番。場景中的血液是好時巧克力糖漿， 在黑白電影中表現得更好，並且比舞台血液具有更逼真的密度。 刀子刺入肉體的聲音是用刀子插入白蘭瓜時發出的。
有不同的說法是珍妮·李一直在洗澡，或者在謀殺序列的某些部分及其後果中使用了替身。在接受羅傑·艾伯特的採訪時，以及在史蒂芬·雷貝洛、《亞佛雷德·希區柯克和驚魂記的製作》的書中，珍妮·李說她一直出現在場景中，而希區考克只在諾曼包裹瑪麗安身體的序列中使用了替身放在浴簾裡，放在她的後車廂裡。 羅伯特·格雷史密斯在2010年出版的《亞佛雷德·希區考克淋浴中的女孩》（The Girl in Alfred Hitchcock's Shower）和紀錄片《78/52：希區考克的淋浴場景》與此相矛盾，將瑪莉·藍佛確定為李淋浴場景中某些鏡頭的替身。 格雷史密斯還表示，希區考克後來承認藍佛參與了現場。 麗塔·里格斯，負責衣櫥的人聲稱一直在洗澡的是珍妮·李，並解釋說李不希望裸體，因此她設計了包括胸貼、鼴鼠皮和緊身衣在內的戰略物品，貼在李身上以供拍攝. 麗塔·里格斯和珍妮·李瀏覽了展示所有不同服裝的脫衣舞雜誌，但沒有一個有效，因為他們身上都有流蘇。
正如你所知，你不能拿著攝影機，只給一個裸體女人看，這必須是印象派的。所以，它是用一些小底片完成的，頭、手、腳等等。在那個場景中，大約45秒內有78張底片。

一個流行的說法是，淋浴場景中使用了冰冷的水來讓珍妮·李的尖叫變得真實。利在許多場合否認了這一點，稱攝製組在一週的拍攝中一直使用熱水。 所有的尖叫聲都是珍妮·李的聲音。 另一個說法是平面設計師索爾·巴斯導演了淋浴場景。這被與這部電影相關的幾位人物駁斥，包括珍妮·李， 她說：「當然不是！我在許多訪問中都強調了這一點。我在任何人的面前也是如斯說。……我拍攝這淋浴場景有7天，請相信我，希區考克在那7天裡都在鏡頭旁邊」 助理導演希爾頓·A·葛林也駁斥了巴斯的說法：“那部電影中沒有一個鏡頭不是我為之轉動的。我可以告訴你，我從來沒有為巴斯先生轉動過攝影機。” 長期崇拜希區考克作品的羅傑·艾伯特立即駁斥了這一謠言，稱“一個像希區考克那樣自負的完美主義者似乎不太可能讓其他人導演這樣的場景。”
史蒂芬·雷貝洛和比爾·克羅恩（Bill Krohn）等評論員都支持巴斯作為視覺顧問和腳本藝術家的身份對場景的貢獻。除了設計片頭片尾，巴斯在片頭中還被稱為“海報顧問”。1967年採訪希區考克時，法蘭索瓦·杜魯福 詢問巴斯的貢獻程度，希區考克回答說，除了標題之外，巴斯還提供了阿波加斯特謀殺案的腳本（他聲稱已拒絕），但沒有提到巴斯為淋浴場景提供了腳本。 
根據比爾·克羅恩著作的《工作中的希區考克》（Hitchcock At Work），巴斯第一次聲稱執導該場景是在1970年，當時他提供了一本雜誌，其中包含48幅用作腳本的圖畫作為他的貢獻的證明。 克羅恩對製作的分析，同時駁斥了巴斯關於導演場景的說法，並指出這些腳本確實介紹了最終場景的關鍵方面——最值得注意的是，殺手以剪影的形式出現的事實，以及諸如特寫鏡頭之類的細節。揮砍著的刀，李絕望地伸出的手臂，浴簾被扯下的鉤子，以及從排水管的洞口到瑪麗安·克萊恩死去的眼睛的過渡。克羅恩指出，這個最後的過渡非常讓人想起巴斯為迷魂記創建的鳶尾花標題。 克羅恩還指出，希區考克用兩台攝影機拍攝了這個場景：一個是BNC Mitchell，另一個是奧森·威爾斯在1958年電影《歷劫佳人》中使用的手持式法國攝影機意可雷。為了創造一個理想的蒙太奇，給觀眾帶來最大的情感影響，希區考克拍攝了很多關於這個場景的鏡頭，並在剪輯室進行了剪輯。他甚至在片場帶了一部音像同步裝置來衡量所需的鏡頭。最後的序列，他的剪輯喬治·托馬西尼在希區考克的建議下工作，但並沒有超出巴斯腳本設置的基本結構元素。
根據《天才的黑暗面》（The Dark Side of Genius）中的唐納·斯波托和《亞佛雷德·希區柯克和驚魂記的製作》的史蒂芬·雷貝洛的說法，希區考克的妻子和值得信賴的合作者艾瑪·雷維爾在《驚魂記》正式發行前的最後一次剪輯中發現了一個花絮：在瑪麗安之後據說已經死了，人們可以看到她眨眼。根據派翠西亞·希區考克的說法，在勞倫·鮑澤里奧的「製作」紀錄片中，艾瑪發現 珍妮·李的角色似乎喘了口氣。在這兩種情況下，死後活動都被刪掉了，觀眾從未見過。  儘管瑪麗安的眼睛應該在她死後被放大，但這種效果所必需的隱形眼鏡需要六週的適應才能戴上，所以希區考克決定放棄它。
人們經常聲稱，儘管它具有圖形性質，但淋浴場景從未出現過一把刀刺穿肉體的場景。 然而，對序列的逐幀分析顯示，有一個鏡頭中刀似乎刺穿了李的腹部，但效果是由照明和反向運動造成的。 看到這一幕，珍妮·李本人也深受其影響，除非萬不得已，否則她不再洗澡；她會鎖上所有的門窗，讓浴室和淋浴間的門開著。 直到她第一次觀看這部片時，她才意識到“一個人是多麼脆弱和無助。”
在製作之前，珍妮·李和希區考克充分討論了場景的含義：
瑪麗安決定回鳳凰城，坦白，承擔後果，所以當她踏入浴缸時，就好像踏入了洗禮之水。噴在她身上的水霧，正在淨化她心靈中的腐敗，淨化她靈魂中的邪惡。她又像個處女一樣，平靜，安寧。

電影理論家羅賓·伍德也討論了淋浴如何“洗去她的內疚”。他評論了扼殺觀眾所認同“電影明顯的中心”的“間離效果”。 該場景是亞歷山大·O·菲利普2017年紀錄片《78/52：希區考克的淋浴場景》的主題，其標題分別引用了希區考克用來拍攝它的假定剪輯和設置數量。

## 原聲帶

### 指揮
希區考克堅持讓伯納德·赫爾曼為《驚魂記》作曲配樂，儘管作曲家拒絕接受因電影預算較低而降低的費用。 根據克里斯多佛·帕爾默在1990年《好萊塢作曲家》（The Composer in Hollywood）書中的說法，由此產生的配樂“也許是赫爾曼最壯觀的希區考克成就。” 希區考克對配樂為電影增添的張力和戲劇性感到滿意， 後來評論“ 《驚魂記》的33%效果是由於音樂。” {並且“《驚魂記》很大程度上依賴於赫爾曼的音樂，因為它的張力和瀰漫的厄運感。”
伯納德·赫爾曼利用降低的音樂預算，為一個弦樂團而不是一個完整的交響樂團寫作， 這與希區考克對爵士樂樂譜的要求相反。 他認為全弦樂原聲的單色是反映電影黑白攝影的一種管道。 弦樂為除淋浴場景以外的所有音樂播放弱音器（靜音），產生更暗、更强烈的效果。 電影作曲家弗雷德·斯坦纳在對《驚魂記》樂譜的分析中指出，弦樂樂器讓赫爾曼在音調、力度和樂器特效方面獲得了比任何其他單一樂器組更廣泛的體驗。
主標題音樂是一首緊張而刺耳的作品，為即將到來的暴力定下了基調，並在配樂中三次回歸。 雖然在電影的前15－20分鐘裡沒有發生任何令人震驚的事情，但標題音樂仍然在觀眾的腦海中，為這些早期的場景增添了張力。 伯納德·赫爾曼還通過使用固定音型在電影中較慢的時刻保持緊張感。
有傳言稱，伯納德·赫爾曼使用電子手段，包括放大鳥叫聲，以達到淋浴場景中音樂的震撼效果。然而，這種效果只有在小提琴處於“異常惡毒的刺耳、刺耳的聲音運動”中才能實現。 唯一採用的電子放大是將麥克風放置在靠近樂器的位置，以獲得更刺耳的聲音。 除了情感影響之外，淋浴場景提示將配樂與鳥類聯繫在一起。 淋浴場景音樂與鳥類的聯繫也向觀眾傳達了諾曼，填充鳥收藏家，是兇手而不是他的母親。
伯納德·赫爾曼傳記作家史蒂文·C·史密斯（Steven C.Smith）寫道，淋浴場景的音樂“可能是電影音樂中最著名（也是模仿最多）的線索， 但希區考克最初反對在這個場景中播放音樂。 當伯納德·赫爾曼為希區考克扮演淋浴場景的暗示時，導演準予了它在電影中的使用。伯納德·赫爾曼提醒希區考克不要在這場戲中得分，希區考克回答說：“不當的建議，親愛的，不當的建議。”  這是希區考克與伯納德·赫爾曼之間的兩個重要分歧之一，赫爾曼無視希區考克的訓示。 第二次是1966年電影《突破鐵幕》的指揮，他們的專業合作就此結束。 PRS for Music在2009年進行的一項音樂調查顯示，英國公眾認為《淋浴場景》中的樂譜是任何電影中最恐怖的主題。
為了紀念《驚魂記》五十週年，2010年7月，舊金山交響樂團 獲得了電影的版權，去除了配樂，並將其投影在戴維斯交響樂廳（Davies Symphony Hall）的大屏幕上，同時樂團現場演奏了樂譜。這也是西雅圖交響樂團之前在2009年10月安裝的，連續兩個晚上在貝納羅亞音樂廳（Benaroya Hall）演出。

### 錄音
電影配樂的多張 CD 已發行，包括：
- 1975年10月2日由伯納德·赫爾曼指揮國家愛樂樂團（National Philharmonic Orchestra）錄製的唱片（Unicorn CD，1993年）。[115]
- 1997年的瓦雷茲·薩拉班德（英语：Varèse Sarabande）CD重新錄製了由皇家蘇格蘭國家管絃樂團（英语：Royal Scottish National Orchestra）演奏並由喬爾・麥尼利（英语：Joel McNeely）指揮的完整樂譜。[116][117]
- 1998年的 Soundstage Records SCD 585 CD 聲稱以原始母帶中的曲目為特色。然而，有人斷言該版本是盜版錄音。[116]
- 2011年 Doxy Records DOY650（義大利）180克LP發行的完整原始樂譜由赫爾曼指揮。

| 曲目列表 | 曲目列表                  |
| 曲序     | 曲目                      |
| -------- | ------------------------- |
| 1.       | Prelude                   |
| 2.       | The City                  |
| 3.       | Marion                    |
| 4.       | Marion & Sam              |
| 5.       | Temptation                |
| 6.       | Flight                    |
| 7.       | Patrol Car                |
| 8.       | The Car Lot               |
| 9.       | The Package               |
| 10.      | The Rainstorm             |
| 11.      | Hotel Room                |
| 12.      | The Window                |
| 13.      | The Parlor                |
| 14.      | The Madhouse              |
| 15.      | The Peephole              |
| 16.      | The Bathroom              |
| 17.      | 謀殺 (伯納德·赫爾曼作品)  |
| 18.      | The Body                  |
| 19.      | The Office                |
| 20.      | The Curtain               |
| 21.      | The Water                 |
| 22.      | The Car                   |
| 23.      | Cleanup（Unused in film） |
| 24.      | The Swamp                 |
| 25.      | The Search                |
| 26.      | The Shadow                |
| 27.      | Phone Booth               |
| 28.      | The Porch                 |
| 29.      | The Stairs                |
| 30.      | The Knife                 |
| 31.      | The Search (B)            |
| 32.      | The First Floor           |
| 33.      | Cabin 10                  |
| 34.      | Cabin 1                   |
| 35.      | The Hill                  |
| 36.      | The Bedroom               |
| 37.      | The Toys                  |
| 38.      | The Cellar                |
| 39.      | Discovery                 |
| 40.      | Finale                    |

## 審查制度和禁忌

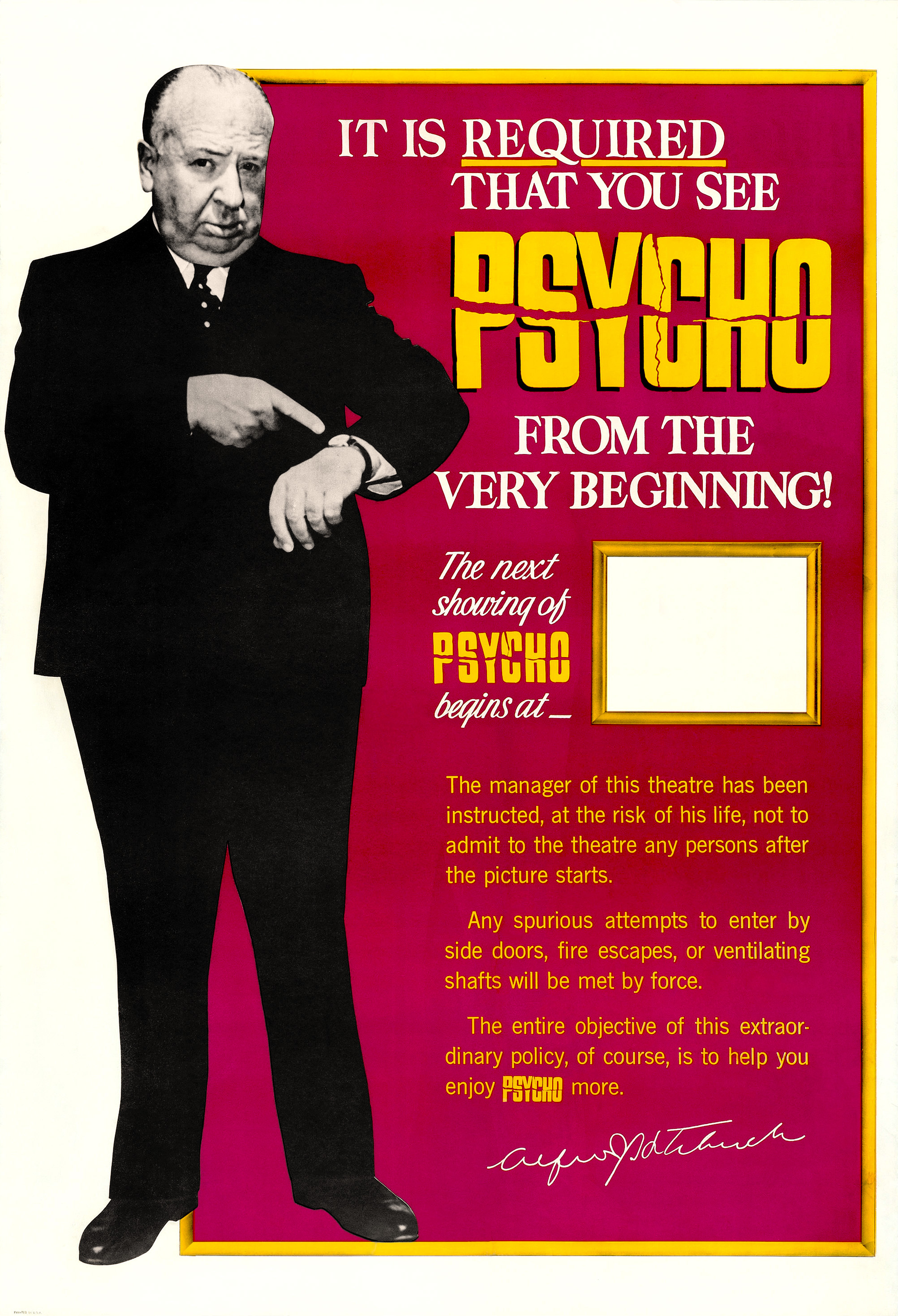
希區考克在《驚魂記》的影院上映期間實施了「不遲到」的政策，這在當時是不尋常的。

《驚魂記》是1960年代在《製作守則》侵蝕後出現在美國的電影類型的一個典型例子。它對性和暴力的描述是前所未有的，從開場開始，山姆和瑪麗安就被描繪成同床的戀人，瑪麗安穿著胸罩。在當時的生產規範標準中，未婚夫婦同床共枕是禁忌。
另一個問題是性別不一致。據稱是同性戀者的安東尼·柏金斯 和之前製作《奪魂索》的希區考克都在電影的違規主題方面經驗豐富。觀眾不知道貝茲的變裝，直到在電影結束時，萊拉被謀殺未遂時才被揭露。在派出所，山姆問貝茲為什麼穿成這樣。警官對貝茲的人格分裂一無所知，直言不諱地宣布了貝茲是異裝癖的結論。精神科醫生糾正他說，“不完全是”。他解釋說，當貝茲穿著她的衣服時，他相信自己就是自己的母親。
根據史蒂芬·雷貝洛1990年出版的《亞佛雷德·希區柯克和驚魂記的製作》一書，負責執行《製作守則》的審查員與希區考克發生了爭執，因為他們中的一些人堅持認為他們可以看到珍妮·李的一個乳房。希區考克保留了幾天的印刷品，沒有動過它，然後重新提交以供批准。每個審查員都改變了他們的立場：以前看過乳房的人現在沒有，沒有看過的人現在看到了。在導演刪除了一個顯示珍妮·李替身臀部的鏡頭後，他們通過了這部電影。 董事會也對這個激烈的開場感到不安，所以希區考克說，如果他們讓他保留淋浴場景，他會在片場與他們一起重新拍攝開場。因為董事會成員沒有出現在重拍中，所以開場就留下了。 
審查人員擔心的另一個原因是，瑪麗安被展示沖馬桶，其內容（撕破的便條紙）完全可見。當時美國主流影視還沒有出現抽水馬桶。
在國際上，希區考克被迫對這部電影做了一些小改動，主要是在淋浴場景。在英國，電影分級委員會要求切割刺耳的聲音和可見的裸體鏡頭，而在紐西蘭，諾曼洗手的鏡頭被視為噁心。在新加坡，雖然淋浴現場沒有被觸及，但謀殺亞伯蓋茲和一張諾曼母親屍體的照片被移走了。 在愛爾蘭，審查員格里·奧哈拉（Gerry O'Hara）在1960年首次觀看時禁止了這部電影。 第二年，一個高度編輯的版本遺失了大約47英尺的膠片，提交給了愛爾蘭審查機構。 奧哈拉最終要求再剪七條線：瑪麗安告訴山姆穿上鞋子的那條線（這意味著他之前脫下了褲子），兩張諾曼通過鎖孔監視瑪麗安的照片，瑪麗安脫衣服的照片，瑪莉安從淋浴間流下的血的照片， 諾曼在看到鮮血時洗手的鏡頭，多次被刺傷的事件（“一刀當然足夠了，”奧哈拉寫道），警長妻子的臺詞中的“在床上”，“諾曼發現他們一起死在床上”，以及亞伯蓋茲向諾曼提出的關於他是否與瑪莉安共度一夜的問題。

## 發行
本片於1960年6月16日在紐約市的德米爾劇院（DeMille Theatre）和男爵劇院（Baronet Theatre）上映。 這是首部在美國售出的電影，其理由是在電影上映後不會有人進入影院。
希區考克對這部電影的“不遲到”政策在當時是不尋常的。這並不是一個完全獨創的宣傳策略，因為克魯佐在法國為1955年電影《浴室情殺案》做了同樣的事情。 希區考克認為，進入劇院較晚，因此從未見過明星女演員珍妮·李的出現的人會感到受騙。 起初，劇院老闆反對這個想法，認為他們會失去生意。然而，在第一天之後，業主們就排起了長隊等著看電影。 在《驚魂記》上映前不久，希區考克承諾以“惡魔的方式”拍攝一部電影。
紐約首映一週後，本片在波士頓波士頓派拉蒙劇院上映；芝加哥伍茲劇院和費城阿卡迪亞劇院（Arcadia Theatre）。 在德米爾和男爵劇院上映九週後，本片在紐約附近的劇院上映，這是電影第一次同時在百老匯和附近的劇院上映。

### 宣傳
希區考克自己完成了大部分宣傳工作，禁止珍妮·李和安東尼珍妮·李柏金斯進行常規的影視、廣播和印刷產品採訪，以免他們洩露情節。 甚至評論家也沒有得到私人放映，而是不得不與公眾一起觀看這部電影，這可能影響了他們的評論。
本片的原始預告片中有一個快活的希區考克帶觀眾參觀片場，並在停下來之前幾乎洩露了情節細節。該以伯納德·赫爾曼的《驚魂記》主題“tracked”，但也有來自希區考克的作品《怪屍案》中的快活音樂；希區考克的大部分對話都是後同步的。預告片是在電影完成後製作的，由於珍妮·李不再可以拍攝，希區柯克讓維拉·邁爾斯戴上金色假髮，並在預覽的浴室序列中拉下浴簾時大聲尖叫。因為《驚魂記》這個標題立即覆蓋了大部分屏幕，所以多年來觀眾都沒有註意到這一轉變。然而，定格分析清楚地表明，在預告片中洗澡的是維拉·邁爾斯而不是珍妮·李。

### 分級
多年來，美國電影協會多次對《驚魂記》進行評級和重新評級。該片首次上映時，收到了一份證書，表明它是根據當時使用的製作程式碼的簡單通過/失敗系統“準予的”（證書#19564）。後來，當美國電影協會在1968年改用自願性信件評級系統時，《驚魂記》是眾多高調電影中被重新評級為“M”的一部（家長指導建議）。 這仍然是這部電影16年來唯一的評級，根據當時的指導原則，“M”相當於“PG”評級。 1984年，在圍繞VCR時代“PG”級電影中描繪的暴力程度的爭議中，這部電影被重新劃分為當前的“R”級。

### 重新上映
本片在1969年再次成功重新上映。
該片於2015年9月20日至23日重新上映，作為透納經典電影頻道和Fathom Events的“TCM Presents”系列的一部分。

### 電視上映
CBS以45萬美元購買了電視轉播權。CBS計畫在1966年9月23日播出這部電影，作為其新電影之夜《CBS週五夜電影》的一部分。 在預定的電視節目播出前三天，伊利諾伊州參議員候選人查爾斯·H·珀西的女兒瓦萊麗·珀西（Valerie Percy）被謀殺。 當她的父母睡在離她只有幾英尺遠的地方時，她被一把雙刃刀捅了十幾刀。 鑒於謀殺案，CBS同意延後播出。1967年1月27日，阿波羅1號指揮艙突然發生大火，該電視網從此金盆洗手不再續播了《驚魂記》。
不久之後，派拉蒙影業將這部電影納入了其1950年後的第一部銀團電影《公文包1號》（Portfolio I）。 1967年6月24日，紐約市的WABC電視台是美國第一家在其深夜電影系列《百老匯之最》中播出《驚魂記》（其中一些場景經過了大量剪輯）的電視台。
本片終於在1970年以環球影業為地方電視台提供的聯合節目組合之一進入普通電視廣播。《驚魂記》以這種格式播出了20年，然後租給有線電視兩年，然後作為一部分返回聯合組織的“終身名單”組合。

### 家庭媒體
這部電影已在VHS、LaserDisc、DVD和藍光上多次發行。DiscoVision於1979年首次以“標準播放”（5面）的形式發行了LaserDisc格式，並於1981年10月發布了“擴展播放”（2面）。 MCA/Universal Home Video於1988年8月發布了新的LaserDisc版本的《驚魂記》（目錄號：11003）。1998年5月，環球影業家庭媒體發布了豪華版《驚魂記》作為其“Signature Collection”的一部分。這款經THX認證的寬屏 (1.85:1) LaserDisc豪華版（目錄號：43105）分佈在4個擴展播放面和1個標準播放面，並包括一個新的紀錄片和獨立的伯納德·赫爾曼樂譜。DVD版本與LaserDisc同時發行。
本片的一個版本已經在德國電視上播出，並於2015年通過藍光在本地上映。該版本包括瑪麗安脫下衣服（展示她脫下胸罩）、諾曼在謀殺案後進行清理，以及亞伯蓋茲的死亡（在這部電影中，他被刺傷了四次而不是兩次）。 這段影片是從1968年的美國版電影中剪下來的，當時電影在美國電影協會首次建立收視率制度後重新上映； 這些削减是由全國禮儀協會授權的。
對於DVD版本，勞倫·鮑澤里奧製作了一部紀錄片，介紹了電影的製作和接收情況。環球影業於2010年8月9日在英國發行了50週年紀念版藍光， 澳洲於2010年9月1日發行了相同的版本（不同的封面）。 為紀念這部電影的50週年，2010年10月19日在美國發行了藍光光碟，其中包含另一個封面。 這部電影還包含在環球影業的兩套不同的亞佛烈德·希區考克藍光紀念套裝中。
2020年9月8日，本片在4K超高清藍光上發行，作為亞佛烈德·希區考克經典系列的一部分，同時還發行了個人“60週年”藍光。此版本包括德國版本的擴展鏡頭，這是第一次將這些場景按照希區考克的意圖呈現給美國觀眾。

## 迴響

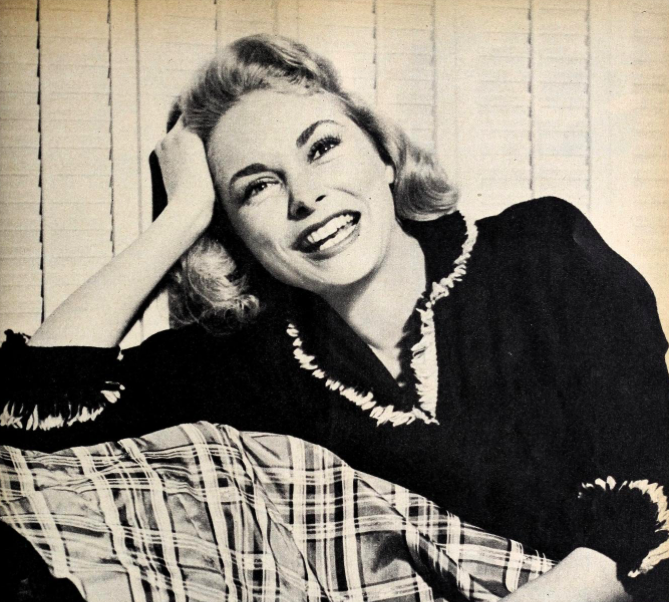
珍妮·李（攝於1955年）獲得了奧斯卡獎提名，並因其在電影中的表演獲得了金球獎

對這部電影的最初評論褒貶不一。 《紐約時報》的波斯利·克勞瑟寫道：“在這項顯然是低預算的工作中，沒有太多的微妙之處，也沒有最近熟悉的希區考克傾向於重要而多彩的風景。” 克勞瑟稱這種“對突然衝擊的緩慢積累”確實是情節劇，但對希區考克的心理學觀點（讓人想起克拉夫特·埃賓的研究）提出了質疑，稱其效果較差。 雖然這部電影的結尾並沒有讓評論家滿意，但他稱讚演員們的表演“公平”。 英國評論家C.A·勒吉恩非常生氣，她不僅在結尾前退出，而且永久辭去了《觀察家報》影評人的職務。 其他負面評論稱，“這是一個光榮事業的污點”，“顯然是一部噱頭電影”，而且“只有一部電視節目延長了兩個小時。” 天主教禮儀協會給這部電影評級為B級，意思是“道德上令人反感”。
來自《紐約每日新聞》、《紐約每日鏡報》和《鄉村之聲》的評論家們持積極態度，寫道：“安東尼·柏金斯的表現是他職業生涯中最好的……珍妮·李從未如此出色”、“表現得很漂亮”、和“自《歷劫佳人》以來第一部與偉大的歐洲電影處於同一創作水平的美國電影”。 《紐約先驅論壇報》的一篇混合評論稱，“很難對精神錯亂可能採取的形式感到好笑……像耍蛇人一樣保持注意力。” 這部電影在《電影筆記》1960年度十佳電影名單排名第9名。
在首映週，該片在德米爾劇院獲得了46,500美元的票房收入，在男爵劇院獲得了創紀錄的19,500美元。  在接下來一週的擴張之後，該片從5家影院獲得了143,000美元的票房收入，在美國票房排名第二。 它仍然是希區考克職業生涯中商業上最成功的電影。
在英國，這部電影打破了倫敦廣場電影院（London Plaza Cinema）的上座記錄，但幾乎所有英國影評人都給它差評，質疑希區考克的品味和判斷力，稱其為他有史以來最糟糕的電影。 引用的原因是缺乏預演；他們必須在設定的時間出現，因為電影開始後他們不會被錄取；他們不喜歡花哨的促銷活動；和希區考克的僑民身份。 評論家後來更積極地重新評估了這部電影。《時代雜誌》將其觀點從“希區考克在這部電影中過於貶低”轉變為“最高級”和“精湛”，波斯利·克勞瑟將其列入了1960年的前十名。 《驚魂記》因導致其他電影製作人展示血腥內容而受到批評；三年後，鮮血盛宴， 被認為是第一部“飛濺電影”。受到《驚魂記》的啟發，悍馬電影製作公司推出了一系列神秘驚悚片，包括由貝蒂·戴維斯和威廉·卡斯爾主演的1965年電影《The Nanny》和威廉·卡斯爾執導的1961年電影《Homicidal》，隨後又推出了超過13部其他飛濺電影。
本片打破了日本和亞洲其他地區、法國、英國、南美、美國和加拿大的票房記錄，並在澳洲短暫取得了一定的成功。 希區考克個人從《驚魂記》那裡獲得了超過1500萬美元的收入。然後，他將自己對《驚魂記》和他的電視選集的權利換成了15萬股美希亞集團的股份，理論上使他成為美希亞集團的第三大股東，也是他自己在環球影業的老闆；然而，這並沒有阻止他們干擾他後來的電影。 《驚魂記》是希區考克最賺錢的電影之一，全球票房32千萬美元。

在評論聚合網站爛番茄上，《驚魂記》基於103條評論獲得了96%的支持率，平均得分為9.20/10。該網站的關鍵共識是：“因其淋浴場景而臭名昭著，但因其對恐怖類型的貢獻而永垂不朽。因為《驚魂記》是用機智、優雅和藝術拍攝的，希區考克不僅創造了現代恐怖片，他還驗證了它。” 在Metacritic上，根據17位評論家，這部電影的加權平均得分為97分（滿分100分），表明“普遍好評”。 在他1998年對《驚魂記》影評人羅傑·埃伯特的評論中總結了這部電影經久不衰的吸引力，他寫道：
是什麼讓《驚魂記》永垂不朽，當我們離開劇院時，很多電影已經被遺忘了一半，因為它與我們的恐懼直接相關：我們對自己可能會衝動犯罪的恐懼，我們對警察的恐懼，我們對犯罪的恐懼。成為瘋子的受害者，當然還有我們害怕讓母親失望的恐懼。

## 主題和風格

### 以諷刺顛覆浪漫
在《驚魂記》中，希區柯考克顛覆了他大部分作品中的浪漫元素。本片反而具有諷刺意味，因為它呈現了浪漫的“清晰和充實”。過去是這部電影的核心；主要人物“努力理解和解決破壞性的個人歷史”並最終失敗。 萊斯利·布里爾（Lesley Brill）寫道：“過去的罪惡和錯誤的無情力量粉碎了重生和現在幸福的希望。”影片進行到一半時，主角瑪麗安·克萊恩的死亡凸顯了被粉碎的希望。 瑪麗安就像希臘神話中的珀耳塞福涅，被暫時從人間擄走。這個神話在瑪麗安身上不成立，她在貝茲汽車旅館的房間裡絕望地死去。房間裡貼著像珀爾塞福涅的花朵一樣的花卉圖案，但它們只是“反映在鏡子中，作為圖像的圖像——兩次遠離現實”。在瑪麗安去世的場景中，布里爾描述了從浴室排水管到瑪麗安死氣沉沉的眼睛的過渡，“就像費里尼的《生活的甜蜜》結尾處那無定形的海洋生物的眼睛，它標誌著死亡的誕生，象徵著最後的絕望和腐敗。”
瑪麗安被剝奪了“愛情、婚姻、家庭和家庭的卑微寶藏”，希區考克認為這是人類幸福的要素。《驚魂記》的次要角色中存在著“家庭溫暖和穩定”的缺失，這表明家庭幻想的可能性不大。這部電影包含關於家庭生活的諷刺笑話，例如當山姆寫信給瑪麗安，同意嫁給她時，只有在觀眾看到她被埋在沼澤中之後。山姆和瑪麗安的妹妹萊拉在調查瑪麗安的失踪時發展了一種“越來越多的夫妻”關係，瑪麗安否認了這一發展。 諾曼對家庭生活也有類似的錯誤定義。他有“幼稚和分裂的個性”，住在一座過去佔據現在的邸宅裡。諾曼展示了“及時凍結”的毛絨玩具，並在他的房間裡放了童年玩具和毛絨動物。他對擺脫過去的建議懷有敵意，例如瑪麗安建議將他的母親放在“某個地方”，結果殺死了瑪麗安以保留他的過去。布里爾解釋說，“諾曼的‘某個地方’是他對愛情、家庭和家庭的幻想被宣布無效和暴露的地方。”
光明和黑暗在《驚魂記》中佔據顯著地位。 在電影字幕之後的第一張照片是鳳凰城陽光明媚的風景，在攝影機進入一間黑暗的飯店房間之前，山姆和瑪麗安以明亮的形象出現在房間裡。瑪麗安幾乎立刻被投進了黑暗中；當她再次進入辦公室偷錢時，以及當她進入臥室時，前面都是她的影子。 當她逃離鳳凰城時，黑暗降臨在她的車道上。第二個陽光明媚的早晨，一名戴著黑色太陽鏡的警員刺穿了她的眼睛，她終於在近乎黑暗的情况下到達了貝茲汽車旅館。 在這部電影中，明亮的燈光也是“黑暗的諷刺等價物”，使人目眩，而不是照亮。 亮度的例子包括山姆和瑪麗安飯店房間打開的窗簾、夜間的汽車前燈、貝茲汽車旅館的霓虹燈標誌、“瑪麗安死亡的浴室瓷磚的耀眼白色”，以及諾曼母親屍體上的水果酒窖的裸露燈泡。 在希區考克的電影中，這種明亮的燈光通常代表著危險和暴力。

### 主題
這部電影通常以陰影、鏡子、窗戶和水為特色。陰影出現在第一個場景中，當瑪麗安和山姆凝視窗外時，百葉窗在他們身上形成了條形。當瑪麗安吃東西時，填充鳥的影子籠罩著她，而諾曼的母親直到最後都只在影子中出現。更微妙的是，背光將五金店裡的耙子變成了萊拉頭頂的爪子。
瑪麗安收拾行李時，鏡子反射著她，她檢查後視鏡時的眼睛，她戴著警詧太陽鏡的臉，以及她在汽車經銷店洗手間數錢時的手。汽車旅館的窗戶就像一面鏡子，把瑪麗安和諾曼反射在一起。希區考克穿過瑪麗安的擋風玻璃和電話亭，亞伯蓋茲給山姆和萊拉打電話。 這場傾盆大雨可以被視為這場陣雨的預兆，它的停止可以被視為瑪麗安决心返回鳳凰城的象徵。
有許多關於鳥類的參考。瑪麗安的姓是克萊恩，她來自鳳凰城。諾曼評論說瑪麗安吃得像鳥。汽車旅館房間的牆上掛著鳥的照片。碧姬·畢克還認為，諾曼對填塞鳥的愛好將英國俚語中性的表達字面化為“填塞鳥”，鳥是英國俚語，意為理想的女人。 羅伯特·艾倫（Robert Allan）認為諾曼的母親是他最初的“填充鳥”，無論是在保留她的身體的意義上，還是諾曼與她的情感紐帶的亂倫性質。

### 精神分析解釋
《驚魂記》被稱為“第一部精神分析驚悚片”。 電影中的性和暴力與以前在主流電影中看到的任何東西都不一樣。“淋浴場景既令人恐懼又令人渴望，”法國電影評論家塞爾日·卡甘斯基（Serge Kaganski）寫道。“希區考克可能嚇壞了他的女性觀眾，但他正在把他的男性觀眾變成潛在的強姦犯，因為自從珍妮·李在第一個場景中出現在她的胸罩中以來，她就一直在激怒男人。”
斯拉沃熱·齊澤克在他的紀錄片《變態電影指南》中評論說，諾曼·貝茲的邸宅共有三層，與弗洛伊德精神分析所假設的人類思維的三個層次平行：頂層是貝茲母親居住的超我；底層是貝茲的自我，在那裡他扮演著一個看似正常的人的角色；地下室將是貝茲的身份證。齊澤克將貝茲將他母親的屍體從頂層搬到地下室解釋為精神分析在超我和本我之間建立的深層聯繫的象徵。

## 獎項
| 獎項                 | 類別                 | 獲獎者                                               | 結果 |
| -------------------- | -------------------- | ---------------------------------------------------- | ---- |
| 第33屆奧斯卡金像獎   | 最佳導演             | 亞佛烈德·希區考克                                    | 提名 |
| 第33屆奧斯卡金像獎   | 最佳女配角           | 珍妮·李                                              | 提名 |
| 第33屆奧斯卡金像獎   | 最佳藝術指導——黑白片 | 約瑟夫·赫爾利，羅伯特·克拉特沃西和喬治·米洛          | 提名 |
| 第33屆奧斯卡金像獎   | 最佳攝影——黑白片     | 約翰·L·羅素                                          | 提名 |
| 斑比獎               | 最佳男演員－國際     | 安東尼·柏金斯                                        | 提名 |
| 電影筆記10部年度電影 | 最佳電影             | 亞佛烈德·希區考克                                    | 提名 |
| 第13屆美國導演工會獎 | 傑出電影導演成就     | 亞佛烈德·希區考克                                    | 提名 |
| 愛倫·坡獎            | 傑出電影導演成就     | 約瑟夫·史蒂法諾 （編劇）和羅伯特·布洛克 （原作者）   | 獲獎 |
| 第18屆金球獎         | 最佳女配角           | 珍妮·李                                              | 獲獎 |
| 月桂獎               | 最佳劇情片           | 最佳劇情片                                           | 提名 |
| 月桂獎               | 最佳女配角           | 珍妮·李                                              | 提名 |
| 國家電影保護委員會   | 國家電影登記處       | 國家電影登記處                                       | 歸納 |
| 第10屆衛星獎         | 最佳DVD              | 《驚魂記》 （“亞佛烈德·希區考克：傑作系列”的一部分） | 提名 |
| 第13屆衛星獎         | 最佳DVD              | 《驚魂記》                                           | 提名 |
| 第35屆土星獎         | 最佳經典電影發行     | 《驚魂記》 （環球電影迴響系列）                      | 獲獎 |
| 第37屆土星獎         | 最佳經典電影發行     | 《驚魂記》 （50週年紀念版）                          | 提名 |
| 第39屆土星獎         | 最佳DVD或藍光系列    | 《驚魂記》（“亞佛烈德·希區考克：傑作系列”的一部分）  | 提名 |
| 第13屆美國編劇工會獎 | 最佳美國劇情片       | 約瑟夫·史蒂法諾                                      | 提名 |

1992年，這部電影被美國國會圖書館認定為“具有文化、歷史或美學意義”，並被選入國家電影登記處保存。1998年，《電視指南》在他們的50部最偉大的電視（和影集）電影列表中將其排在第8名。
《驚魂記》出現在網站、電視頻道和雜誌的許多列表中。淋浴場景在美國精彩電視台的100個最恐怖電影時刻列表中排名第4名， 而結局在《首映雜誌》的類似列表中排名第4名。 在英國電影協會2012年對有史以來最偉大電影的 《視與聽》民意調查中，《驚魂記》在評論家中排名第35名 ，在導演中排名第48名。 在2002年早期版本的榜單中，本片在評論家中排名第35名， 在導演中排名第19名。 1998年《Time Out》進行了讀者投票，《驚魂記》被選為有史以來第29部最偉大的電影。 1999年，《鄉村之聲》在其250部“世紀最佳電影”榜單中將《驚魂記》排在第19名。 《娛樂周刊》將其評為1999年有史以來第11部最偉大的電影。 2002年1月，該片在美國影評人協會評選的“有史以來最重要的100部電影”名單中排名第72位。 這部電影在2005年被《時代雜誌》評為100部最佳電影。 2005年，《完全電影雜誌》將《驚魂記》列為有史以來第6大恐怖片。 2010年，《衛報》將其評為“有史以來最好的恐怖片”。 導演馬丁·史柯西斯將《驚魂記》列入了他有史以來最恐怖的11部恐怖片名單。 在2017年《帝國雜誌》的讀者民意調查中，《驚魂記》在其100部最偉大的電影中排名第53名。 在2008年同一雜誌舉行的較早的民意調查中，該在'名單'中排名第45有史以來最偉大的500部電影。 2021年，該片在《Time Out》的“100部最佳恐怖電影”榜單中排名第5名。
2012年，電影編輯協會根據對其成員的調查將這部電影列為有史以來第12部最佳剪輯電影。 《驚魂記》在BBC的2015年美國100部最偉大電影名單中排名第8名。
美國電影學院將《驚魂記》列入以下名單：
- AFI百年百大電影－第18名
- AFI百年百大驚悚電影－第1名
- AFI百年百大英雄與反派
  - 反派－諾曼·貝茲－第2名
- AFI百年百大電影台詞
  - 「男孩最好的朋友是他的母親。」－第56名
- AFI百年百大電影配樂－第4名
- AFI百年百大電影 (十週年紀念)－第14名

## 後續

### 文化影響
《驚魂記》已成為電影史上最知名的電影之一，可以說是希區考克最著名的電影。 在他的小說中，布洛克使用了一種不常見的情節結構：他反覆介紹有同情心的主人公，然後將他們殺死。這發揮了他的讀者對傳統情節的期望，讓他們不確定和焦慮。希區考克認識到這種方法可能對觀眾產生的影響，並在他的改編中加以利用，在第一幕結束時殺死了珍妮·李的角色。這種大膽的情節設計，再加上該角色由電影中票房最高的名字扮演，在1960年發生了令人震驚的轉折。
淋浴場景已經成為流行文化的試金石，通常被視為電影史上最具標誌性的時刻之一，也是電影史上最具懸念的場景。 它的有效性通常歸功於使用了從蘇聯蒙太奇電影製作人那裡借用的驚人的剪輯技巧， 以及伯納德·赫爾曼樂譜中標誌性的尖聲小提琴。2000年，《衛報》將淋浴場景列為“十大電影時刻”排行榜的第2名。 在流行文化中，這個場景經常被戲仿和引用，還有小提琴刺耳的聲音效果（參見《巧克力冒險工廠》等）。 《78/52：希區考克的淋浴場景》，一部由亞歷山大·O·菲利普製作的紀錄片，於2017年10月13日上映。它的特點是採訪和分析吉勒摩·戴托羅、彼得·博格達諾維奇、布雷特·伊斯頓·艾理斯、潔美·李·寇蒂斯、凱琳·庫薩瑪、艾利·羅斯、奧茲·柏金斯、雷・沃納爾、沃爾特·默奇、丹尼·葉夫曼、伊莱贾·伍德、李察·史丹利和尼爾·馬歇爾。
有些人認為《驚魂記》是恐怖片類型中的第一部電影， 儘管一些評論家和電影歷史學家指出麥可·鮑爾的《偷窺狂》，這是一部鮮為人知的電影，具有類似的偷窺和性暴力主題，其發布碰巧比心理早幾個月。 然而，由於當時偷窺狂的慘烈慘敗和票房短命，《驚魂記》成為更廣為人知和影響力的電影。
《驚魂記》在流行文化各方面上已被引用過無數次，許多電影、電視或音樂作曲都向此部影片致敬，特別是經典的「淋浴場景」和尖叫般的小提琴配樂。
- 電影
  - 1974年的音樂恐怖片《天堂魅影（英语：Phantom of the Paradise）》，影片中，製作人請了一位重搖滾歌手「Beef」（格里特·葛拉罕 飾）來代唱，Beef 在淋浴時被劇院魅影攻擊，特意模仿戲謔《驚魂記》裡的「淋浴場景」經典鏡頭。
  - 導演布萊恩·狄·帕瑪往往受到希區考克賦予靈感，西西·史派克的角色在《魔女嘉莉》中一所稱為貝茲高中的學校就讀，學校的取名應該是狄帕瑪向希區考克的《驚魂記》的致敬。
  - 約翰·卡本特1978年《月光光心慌慌》電影中，唐納·普萊森斯所飾演的醫生角色就取名為山姆·路米斯（Dr. Sam Loomis）。此外，在電影中護士角色被稱為“Chambers”。
  - 角色名稱在整合許多經典恐怖電影的《驚聲尖叫》中再度被使用，像是史基特·烏瑞奇是所飾演比利·路米斯（Billy Loomis）一角。透過此角色，在最後受到致命傷且快死的時候，路米斯引述了《驚魂記》安東尼·柏金斯的名言「有時候我們都會有點瘋狂。（We all go a little mad sometimes.）」
  - 梅爾·布魯克斯在他的1977年的希區考克諷刺模仿電影《恐高症》自編自導，影片中他在他的旅館房間裡淋浴，同樣的，特意模仿戲謔《驚魂記》裡的「淋浴場景」經典鏡頭。
  - 《反斗智多星（英语：Wayne's World）》中偉恩（Wayne）用一支牙刷當作刀子攻擊葛斯（Garth）。
  - 1993年喜劇《窈窕奶爸》羅賓·威廉斯所飾演的丹尼（Daniel Hillard），拼命不停來回變男變女為了騙過他的公司主管，最後面具被拆穿，他脫下浴袍和假髮後使眾人大吃一驚並說「啊，諾曼貝茲」。

- 淋浴場景在許多影片中致敬或是被惡搞，著名的例子包括：[215]
  -  (動畫)
  - 《恐高症》
  - 《歌剧魅影》
  - 《萊恩和史丁比（英语：The Ren and Stimpy Show）》 (動畫)
  - 《樂一通大顯身手》
  - 《警察學校四：全民警察（英语：Police Academy 4: Citizens on Patrol）》
  - 《賓尼兔大冒險》 (動畫)
  - 《上校的遺產（英语：The Colonel's Bequest）》 (遊戲)
  - 《瘋狂假期（英语：National Lampoon's Vacation）》
  - 《巧克力冒險工廠》
  - 《70年代秀》 (電視影集)
  - 《德克斯特的實驗室》 (動畫)
  - 《親親麻吉》 (動畫)
  - 《高飛家族》 (動畫)
  - 《粉筆世界（英语：Chalkzone）》 (動畫)
  - 《天才小子吉米》 (動畫)
  - 《麻辣女孩》 (動畫)
  - 《The Far Side》 (動畫)
  - 《Round Numbers》
  - 《淘小子看世界（英语：Boy Meets World）》 (電視影集)
  - 《絕望先生》 (漫畫)
  - 《星之卡比》 (動畫)
  - 《尖叫女王》（電視影集）：由珍妮·李的女兒潔美·李·寇蒂斯重現此場景，亦有致敬意味。
  - 《貝茲旅館》（電視影集）：由佛瑞迪·海默飾演諾曼·貝茲、薇拉·法蜜嘉飾演諾瑪·貝茲/「母親」、蕾哈娜飾演瑪莉安·克萊恩以及奧斯汀·尼可斯飾演山姆·魯米斯。第五季時出現了兩段淋浴場景，但與電影不同，瑪莉安毫髮無傷的離開了貝茲旅館，在浴室被諾曼殺害的則是前去找瑪莉安的山姆。此外，諾曼在殺人時並沒有被「母親」掌握，而是在「母親」的言語煽動以及本身對山姆的極大不滿下動手殺人。

### 續集和重拍
《驚魂記》經典電影衍生三部系列續作：1983年的《驚魂記2》（Psycho II）、1986年的《驚魂記3》（Psycho III）和1990年的前傳《驚魂記4：四度驚魂》（Psycho IV: The Beginning），最後一部是電視電影，由最初電影編劇約瑟夫·史蒂法諾所寫。續集作品大致被認為程度上不及首集。
- 安東尼·柏金斯在三部續集裡同樣擔任著諾曼·貝茲的要角，同時也是第三集的導演。
- 諾曼·貝茲母親諾瑪·貝茲的聲音在前三集一直維持知名女廣播員維吉尼亞·格雷格（英语：Virginia Gregg）所配音，除了第四集是由奧莉薇亞·荷西扮演諾瑪·貝茲的角色。
- 薇拉·麥爾斯（英语：Vera Miles）也在《驚魂記2》以萊拉·克萊恩（Lila Crane）角色再度出場。
- 希區考克也從未參與任何《驚魂記》系列續集的製作（在續集陸續完成前早已過世）。

吉士·雲·辛曾於1998年將此片重拍，名為。片中所有鏡頭都直接沿用了希區考克原本的拍攝方法，但電影上映後卻不太賣座，更廣受劣評。
2013年，A&E推出了影集《貝茲旅館》，是本作的當代前傳兼重拍，由佛瑞迪·海默飾演諾曼·貝茲、薇拉·法蜜嘉飾演諾瑪·貝茲/「母親」。各季皆受到影評人以及觀眾的高度讚譽。該劇的主要演員薇拉·法蜜嘉和佛瑞迪·海默的演出受到特别讚揚，前者更獲得黃金時段艾美獎提名。

## 備註
1. ↑  影片上映後，派拉蒙將電影版權轉讓給希考柯克，希區考克後來於1962年將發行權出售給環球影業。[4] 環球影業反過來將把北美分銷權轉授給派拉蒙，直到1968年。[5]

## 外部連結
- 互联网电影数据库（IMDb）上《驚魂記》的资料（英文）
- TCM电影资料库上《驚魂記》的资料（英文）
- AllMovie上《驚魂記》的资料（英文）
- Box Office Mojo上《驚魂記》的資料（英文）
- 爛番茄上《驚魂記》的資料（英文）
- Bright Lights Film 驚魂記期刊專欄[永久]
- Filmsite: 驚魂記 （页面存档备份，存于） 電影深入分析
- 驚魂記特別剪輯發行版本 （页面存档备份，存于）
- Psycho vs. Psycho 新版和舊版的比較
- 驚魂記經典鏡頭